# Lujia (köping)
Lujia (kinesiska: 禄加镇, 禄加) är en köping i Kina. Den ligger i provinsen Sichuan, i den sydvästra delen av landet, omkring 97 kilometer söder om provinshuvudstaden Chengdu. Antalet invånare är 25 125. Befolkningen består av 12 504 kvinnor och 12 621 män. Barn under 15 år utgör 18,0 %, vuxna 15-64 år 65 %, och äldre över 65 år 15,0 %.
Genomsnittlig årsnederbörd är 1 348 millimeter. Den regnigaste månaden är juli, med i genomsnitt 306 mm nederbörd, och den torraste är december, med 13 mm nederbörd.